# アステール青森FC
アステール青森FC（アステールあおもりFC、Aster Aomori FC）は、かつて存在したサッカーのクラブチーム。青森県三戸郡五戸町を本拠地としていた。

## 概要
1970年に五戸町役場の公務員サッカーチームとして創設。1972年に開催された全国自治体職員サッカー選手権大会の第2回大会に出場して3位に入賞した。1976年には第56回天皇杯全日本サッカー選手権大会の東北大会で優勝して東北代表として天皇杯に初出場を果たしたが、1回戦で中央大学に敗れた。なお、この時のメンバー16人全員が町役場の職員で本庁、学校給食センターの調理師、学校用務員、建設職員として勤務していた。また、チームの中心は青森県立五戸高校のOBであった。
その後は五戸町役場サッカークラブ（SC）として、全国自治体職員選手権で優勝4回、準優勝1回、3位6回の成績を残した。また、天皇杯にも6回出場した。15年ぶりの出場となった1996年の第76回天皇杯全日本サッカー選手権大会で三洋電機（群馬県）を破り大会初勝利を挙げた。
1996年11月、ワールドブリッツ小山を運営する栃木県スポーツ文化振興株式会社と五戸町役場SCを支援していた青森スポーツクラブ株式会社（ASC)が活動面で提携すると発表した。1997年、ASCが主体となって五戸町役場SCから名称変更してアステール青森FCが創設された。アステールとはギリシャ語で『星』(αστερ)を意味する。チーム名は公募により決定した。
1997年は東北社会人サッカーリーグ2部北で優勝。また、第77回天皇杯全日本サッカー選手権大会に出場したが、2回戦でコンサドーレ札幌に敗れた。1998年に東北リーグ1部に昇格して、1999年から4年連続で3位に入賞。青森県サッカー選手権大会にも1998年および2001年に優勝して県代表として天皇杯に出場したが、いずれも1回戦で敗れた。
2003年に8位となり東北2部に降格した。東奥日報によると2004年よりASCからの支援が無くなったとされる が、この時期にASCの社長を兼務していた青森県体育協会の理事長を務める男性が県体協の資金300万円を資金繰りの厳しいASCの運転資金として流用したとして業務上横領事件に伴う証拠隠滅の容疑で2004年12月に逮捕。その後に告訴されて青森地方裁判所弘前支部から2005年2月14日に有罪判決を受けたことが報じられていた。
ASCからの支援が無くなってからは選手がクラブの費用を賄ってきたが、選手不足により11人未満で臨む試合もあり、2006年シーズンは東北リーグ2部北で8チーム中7位に終わった。また、資金的にも限界に達したことから2006年11月までに解散することが決定し、2006年シーズンをもって解散した。

## 成績
| 年度 | 所属      | 順位 | 勝点 | 試合 | 勝 | 分 | 敗 | 得点 | 失点 | 差  | 天皇杯     |
| ---- | --------- | ---- | ---- | ---- | -- | -- | -- | ---- | ---- | --- | ---------- |
| 1997 | 東北2部北 | 優勝 | 26   | 10   | 8  | 2  | 0  | 36   | 5    | 31  | 2回戦敗退  |
| 1998 | 東北1部   | 6位  | 17   | 14   | 5  | 2  | 7  | 24   | 25   | -1  | 1回戦敗退  |
| 1999 | 東北1部   | 3位  | 24   | 14   | 7  | 3  | 4  | 27   | 19   | 8   | 県予選敗退 |
| 2000 | 東北1部   | 3位  | 22   | 14   | 6  | 4  | 4  | 36   | 27   | 9   | 県予選敗退 |
| 2001 | 東北1部   | 3位  | 22   | 14   | 7  | 1  | 6  | 36   | 24   | 12  | 1回戦敗退  |
| 2002 | 東北1部   | 3位  | 21   | 14   | 6  | 3  | 5  | 33   | 24   | 9   | 県予選敗退 |
| 2003 | 東北1部   | 8位  | 6    | 14   | 1  | 3  | 10 | 11   | 34   | -23 | 県予選敗退 |
| 2004 | 東北2部北 | 4位  | 13   | 10   | 4  | 1  | 5  | 16   | 18   | -2  | 県予選敗退 |
| 2005 | 東北2部北 | 4位  | 13   | 10   | 4  | 1  | 5  | 23   | 24   | -1  | 県予選敗退 |
| 2006 | 東北2部北 | 7位  | 9    | 14   | 3  | 0  | 11 | 18   | 59   | -41 | 県予選敗退 |

## タイトル

### リーグ戦
- 東北社会人サッカーリーグ1部
  - 3位 : 4回 (1999, 2000, 2001, 2002)
- 東北社会人サッカーリーグ2部北
  - 優勝 : 1回 (1997)

### カップ戦
- 天皇杯全日本サッカー選手権大会予選東北大会
  - 優勝 : 5回（1976, 1977, 1978, 1979, 1981）
- 青森県サッカー選手権大会（兼天皇杯全日本サッカー選手権大会青森県予選）
  - 優勝 : 2回 (1998, 2001)
- 全国自治体職員サッカー選手権大会
  - 優勝：4回（1975, 1976, 1977, 1978）
  - 準優勝：1回（1983）
  - 3位：6回（1972, 1979, 1985, 1986, 1987, 1989）
  - 4位：3回（1984, 1998, 1999）